# Qualificazioni al campionato mondiale di calcio 2022 - UEFA - Fase a gironi, gruppo A

## Classifica
| Pos. | Squadra     | Pt | G | V | N | P | GF | GS | DR  |
| ---- | ----------- | -- | - | - | - | - | -- | -- | --- |
| 1.   | Serbia      | 20 | 8 | 6 | 2 | 0 | 18 | 9  | +9  |
| 2.   | Portogallo  | 17 | 8 | 5 | 2 | 1 | 17 | 6  | +11 |
| 3.   | Irlanda     | 9  | 8 | 2 | 3 | 3 | 11 | 8  | +3  |
| 4.   | Lussemburgo | 9  | 8 | 3 | 0 | 5 | 8  | 18 | -10 |
| 5.   | Azerbaigian | 1  | 8 | 0 | 1 | 7 | 5  | 18 | -13 |

Nota: La UEFA ha invitato il Qatar a partecipare alle qualificazioni europee come parte dei preparativi per la Coppa del mondo, nella quale è Paese ospitante, ed è stata inserita nel gruppo A, ma i risultati non vengono conteggiati nella classifica finale. La nazionale asiatica, per ragioni logistiche, ha disputato gli incontri casalinghi in Europa, al Nagyerdei Stadion di Debrecen, in Ungheria.

## Risultati

### 1ª giornata
| Arbitro: | Daniel Siebert |

|                     |           |  |
| Medvedev 36’ (aut.) | Marcatori |  |

| Arbitro: | Davide Massa |

|                                |           |                        |
| Vlahović 40’ Mitrović 69’, 75’ | Marcatori | 18’ Browne 86’ Collins |

### 2ª giornata
| Arbitro: | Fran Jović |

|  |           |               |
|  | Marcatori | 85’ Rodrigues |

| Arbitro: | Danny Makkelie |

|                         |           |                     |
| Mitrović 46’ Kostić 60’ | Marcatori | 11’, 36’ Diogo Jota |

### 3ª giornata
| Arbitro: | Roi Reinshreiber |

|                     |           |                   |
| Mahmudov 59’ (rig.) | Marcatori | 16’, 81’ Mitrović |

| Arbitro: | Sergej Ivanov |

|               |           |                                                |
| Rodrigues 30’ | Marcatori | 45+2’ Diogo Jota 51’ Ronaldo 80’ João Palhinha |

### 4ª giornata
| Arbitro: | Irfan Peljto |

|                               |           |              |
| Pinto 8’ Rodrigues 28’ (rig.) | Marcatori | 67’ Mahmudov |

| Arbitro: | Matej Jug |

|                    |           |          |
| Ronaldo 89’, 90+6’ | Marcatori | 45’ Egan |

### 5ª giornata
| Arbitro: | Jérôme Brisard |

|           |           |                |
| Duffy 87’ | Marcatori | 45+1’ Mahmudov |

| Arbitro: | Halil Umut Meler |

|                                                      |           |           |
| Mitrović 22’, 35’ Chanot 82’ (aut.) Milenković 90+6’ | Marcatori | 77’ Thill |

### 6ª giornata
| Arbitro: | Marco Guida |

|  |           |                                          |
|  | Marcatori | 26’ B. Silva 31’ A. Silva 75’ Diogo Jota |

| Arbitro: | José María Sánchez |

|                       |           |                      |
| Milenković 87’ (aut.) | Marcatori | 20’ Milinković-Savić |

### 7ª giornata
| Arbitro: | Espen Eskås |

|  |           |                             |
|  | Marcatori | 7’, 39’ Robinson 90’ Ogbene |

| Arbitro: | William Collum |

|  |           |              |
|  | Marcatori | 68’ Vlahović |

### 8ª giornata
| Arbitro: | Benoît Bastien |

|                                                               |           |  |
| Ronaldo 8’ (rig.), 13’ (rig.), 87’ Fernandes 18’ Palhinha 69’ | Marcatori |  |

| Arbitro: | Erik Lambrechts |

|                                           |           |                |
| Vlahović 30’ (rig.), 53’ Tadić 83’ (rig.) | Marcatori | 45+2’ Mahmudov |

### 9ª giornata
| Arbitro: | Manuel Schüttengruber |

|             |           |                                |
| Salahlı 82’ | Marcatori | 67’, 90+1’ Rodrigues 78’ Thill |

| Dublino 11 novembre 2021, ore 20:45 CET | Irlanda           | 0 – 0 referto | Portogallo | Aviva Stadium (50 373 spett.)\| Arbitro: \| Jesús Gil Manzano \| |
| Arbitro:                                | Jesús Gil Manzano |               |            |                                                                  |

### 10ª giornata
| Arbitro: | Tamás Bognár |

|  |           |                                   |
|  | Marcatori | 67’ Duffy 75’ Ogbene 88’ Robinson |

| Arbitro: | Daniele Orsato |

|            |           |                        |
| Sanches 2’ | Marcatori | 33’ Tadić 90’ Mitrović |

## Statistiche

### Classifica marcatori
8 reti
- Aleksandar Mitrović

6 reti
- Cristiano Ronaldo

5 reti
- Gerson Rodrigues

4 reti
- Emin Mahmudov

- Diogo Jota

- Dušan Vlahović

3 reti
- Callum Robinson

2 reti
- João Palhinha
- Shane Duffy

- Chiedozie Ogbene
- Dušan Tadić

1 rete
- Azər Salahlı
- Michael Pinto
- Olivier Thill
- Sébastien Thill
- Bruno Fernandes

- Renato Sanches
- André Silva
- Bernardo Silva
- Alan Browne
- James Collins

- John Egan
- Filip Kostić
- Nikola Milenković
- Sergej Milinković-Savić

Autoreti
- Maksim Medvedev (1, pro Portogallo)

- Maxime Chanot (1, pro Serbia)

- Nikola Milenković (1, pro Irlanda)